# Samsung Galaxy J2 Prime
El Samsung Galaxy J2 Prime (también conocido como Galaxy J2 Ace, Galaxy Grand Prime o Galaxy Grand Prime Plus)  es un teléfono inteligente  basado en Android fabricado por Samsung Electronics. Fue presentado y lanzado en noviembre de 2016.

## Especificaciones

### Hardware
El J2 Prime es alimentado por MediaTek MT6737T SoC, incluye un procesador quad-core 1.4 GHz ARM Cortex-A53 CPU, un ARM Mali-T720MP2 GPU y 1,5 GB de RAM. El almacenamiento interno de 8 GB se puede actualizar hasta 256 GB mediante una tarjeta microSD.
El J2 Prime cuenta con una pantalla PLS TFT de 5 pulgadas con una resolución de 540 × 960 pixeles. Tiene una cámara principal de 8 megapíxeles con apertura f/2.2, flash LED y autofoco. La cámara frontal es un sensor de 5 MP con apertura f/2.2 y flash LED.

### Software
El Galaxy J2 Prime se vende con Android 6.0.1 Marshmallow y la interfaz de usuario TouchWiz de Samsung.